# Banza
Die "sieben Banza" oder sieben "nichtigen" Staaten nennt man diejenigen Staaten in Nordnigeria, die im Vergleich zu den "sieben Hausa"-Staaten als weniger orthodox und weniger islamisch gelten.
Die Unterscheidung zwischen den "sieben Hausa" und die "sieben Banza" geht auf die Gründungslegende der Hausastaaten zurück. Danach heiratete der Gründungsheld Bayajidda Magajiya, die Königin von Daura, doch diese gab ihm ihre Sklavin Bagwariya zur Konkubine, weil sie die Heirat zunächst nicht vollziehen konnte. Aus dieser ersten Verbindung des Helden entspross Karbagari, der seinerseits die eponymen Staatsgründer der "sieben Banza"-Staaten zeugte. Zu den "sieben Banza"-Staaten zählt man immer die beiden Staaten Kebbi und Zamfara, in denen Hausa gesprochen wird, und fünf weitere Staaten, zumeist Gurma, Borgu, Yauri, Nupe und Kwararrafa/Jukun. Manchmal werden unter Weglassung von Gurma und Borgu auch Yoruba und Gwari genannt. 
Die Größe des Hausalandes hängt davon ab, ob man alle Banza-Staaten dazu zählt (Kirk-Greene) oder ob man es auf die Staaten der Hausasprecher beschränkt. Die Unterscheidung zwischen den zwei Staatengruppierungen führt letztlich auf eine vorislamische Klassifizierung zurück, in der zwischen zwei Klangruppen differenziert wird, denjenigen, die sich auf Oberweltgottheiten (=Hausa) und diejenigen, die sich auf Unterweltgottheiten (Azna = Ba-nza/Banza) zurückführen. Diese Unterscheidung ähnelt der biblischen zwischen den zwölf israelitischen und den zwölf arabischen Stämmen, mit der sie letztlich in einem genetischen Zusammenhang steht.